# Карп, Игорь Николаевич
Игорь Николаевич Карп (23 июня 1932, Киев — 29 апреля 2021) — советский и украинский учёный в области энерготехнологического использования топлива и газотехники, академик НАНУ.

## Биография
Родился 23 июня 1932 года. После окончания с отличием металлургического факультета Киевского политехнического института (1954) работал в Институте газа АН УССР (НАНУ): младший и старший научный сотрудник, зам. директора по научной работе (1972—1976), зав. отделом процессов горения (1980—1986), директор (1986—2003), с 2003 г. почётный директор.
Доктор технических наук (1980), профессор (1987). Докторская диссертация:
- Научно-технические основы эффективного использования природного газа в высокотемпературных энерготехнологических процессах : диссертация … доктора технических наук : 05.14.13. — Киев, 1979. — 362 с. : ил.

Автор научных работ, способствовавших энергосбережению, совершенствованию процессов выплавки чёрных металлов и снижению себестоимости производства.
Главный редактор журнала «Энерготехнологии и ресурсосбережение» (с 1992).

## Награды и звания
Академик Национальной академии наук Украины (1992). Заслуженный деятель науки и техники Украины (1993). Лауреат Государственной премии Украины в области науки и техники (1995).
Награждён орденом «За заслуги» 3-й (1998) и 2-й (2008) степеней.

## Научные труды
- Плазмотроны со стабилизированными электрическими дугами / Г. Ю. Даутов, В. Л. Дзюба, И. Н. Карп. — Киев : Наук. думка, 1984. — 166 с. : ил.; 22 см.
- Продукты сгорания природного газа при высоких температурах [Текст] : (Состав и термодинам. свойства) / И. Н. Карп, Б. С. Сорока, Л. Н. Дашевский, Д. Семернина. — Киев : Технiка, 1967. — 382 с. : черт.; 21 см.